# VTOHL
VTOHL, um acrónimo para o inglês  Vertical Take-Off Horizontal Landing (decolagem vertical e aterragem horizontal), caracteriza aviões que têm capacidade de decolagem vertical mas não de pouso neste sentido, devendo pousar da forma tradicional.

## VTHL em Veículos Espaciais
VTHL (Vertical Takeoff, Horizontal Landing), é o modo de operação de todos os aviões espaciais orbitais actuais e os anteriormente operacionais, tais como o Boeing X-37, o Space Shuttle da NASA, a nave Buran Soviética de 1988, bem como o projecto Boeing X-20 Dyna-Soar da USAF de meados de 1960. Para veículos de lançamento, uma vantagem do modo VTHL em relação ao HTHL é que as asas podem ser menores, dado que apenas necessita de suportar o peso do veículo na aterragem, ao invés do peso na descolagem.
Houve outras propostas de VTHL que nunca voaram, incluindo as propostas de substituição do Space Shuttle da NASA, o Lockheed Martin X-33 e o VentureStar. No anos 1990s a NASA propôs o conceito HL-20 Personnel Launch System (HL significa Horizontal Lander - pouso horizontal), que era VTHL, tal como o seu derivado, o conceito Orbital Space Plane de cerca de 2003.
Desde Março de 2003, dois aviões espaciais privados do tipo VTHL estiveram em várias etapas de propostas/desenvolvimento, ambos sucessores do design HL-20. O Dream Chaser da Sierra Nevada Corporation (SNC), atualmente em desenvolvimento desde 2014, segue a forma exterior do HL-20 inicial.